# 世界競技馬生産連盟
世界競技馬生産連盟（World Breeding Federation for Sport Horses、WBFSH）は、競技馬血統登録団体の統括組織である。競技馬の血統登録団体と国際馬術連盟（FEI）を結び付けている。国際的なスポーツに出場する馬の公式ランキングを発表し、また育成団体のランキングも行っている。1992年以来、馬場馬術、障害飛越競技、総合馬術の各競技で最も有望な若馬による国際的な競技会である競技馬の世界繁殖選手権を開催している。